# Nisa (!Kung)
Nisa (geb. ca. 1921) war eine botswanische !Kung-Frau, deren Lebensgeschichte durch die Veröffentlichungen der britischen Ethnologin Marjorie Shostak bekannt wurde. Die Mehrzahl der zugrundeliegenden Interviews wurden von 1969 bis 1971 geführt.

## Biographie
Nisa kam Anfang der 1920er Jahre in einem zum Betschuanaland gehörenden Teil der Kalahari in einer !Kung-San-Familie zur Welt. Ihr Vater Gau war ein anerkannter Heiler und Jäger und wurde von Nisa sehr bewundert. Ihre Mutter Chuko brachte Nisa die Zubereitung der Gwa-Wurzel bei und unterstützte sie, Trance zu erlernen. Wegen eines Seitensprungs der Mutter trennten sich die Eltern, kümmerten sich aber beide weiter fürsorglich um die Tochter.
Nisa berichtete, dass sie insgesamt fünfmal verheiratet war. Sie hatte mehrere Kinder, die sie zutiefst liebte, sie starben aber alle. Sie habe Gott angeklagt, weil er sie ihr entrissen habe, und bedauerte, dass sie nicht mehr Kinder bekommen konnte. Das Leben bot ihr jedoch eine Gelegenheit, Kinder aufzuziehen, als ihr Bruder Kumsa ihr seine Tochter zur Erziehung überließ.
Sexualität spielte eine große Rolle in Nisas Leben, wie allgemein bei den !Kung. Nisa hatte neben ihren Ehemännern zahlreiche Liebhaber und sprach ohne Scham über Sex, den sie als ermächtigend beschrieb.
Nisas Bericht ist exemplarisch für das Leben der !Kungfrauen um 1970. Die meisten Frauen arbeiteten in dieser Sammler-und-Jäger-Gesellschaft etwa vier bis fünf Stunden am Tag, um Aufgaben wie Kinderbetreuung, Kochen und Nahrungsbeschaffung zu erledigen. Die Kinder arbeiteten bis ins späte Teenageralter nur sehr wenig und genossen fast ununterbrochene Freizeit und Spiel. Bei den !Kung herrschte nach Shostaks Einschätzung zum Zeitpunkt ihrer Studien eine größere Gleichheit zwischen den Geschlechtern als in vielen modernen Gesellschaften des Westens.

## Hintergrund

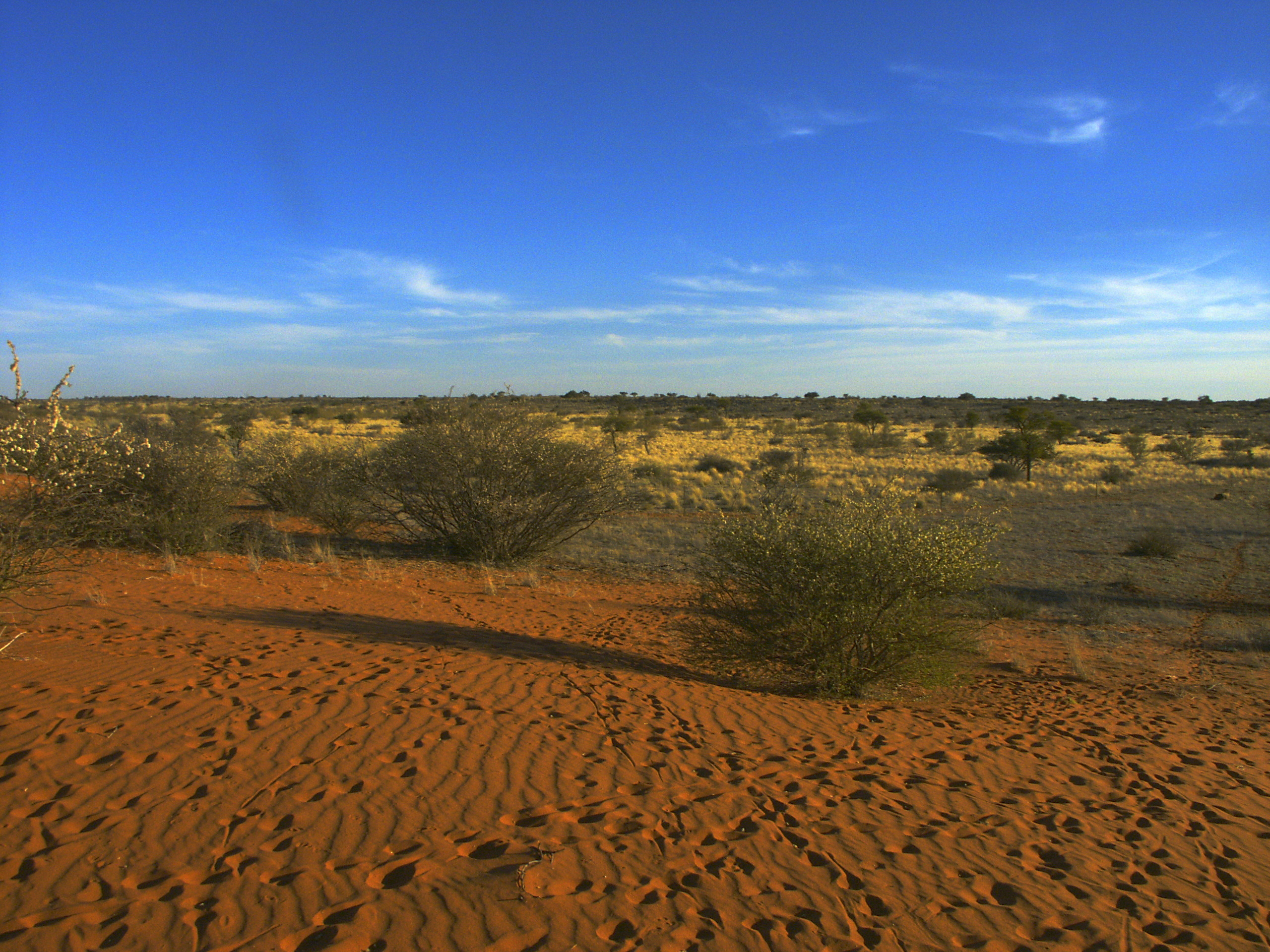
Die Kalahari in der namibisch-botswanischen Grenzregion

Das Volk der San lebt vermutlich seit etwa 100.000 Jahren im südwestlichen Afrika. Die ǃKung sind die nordwestliche Gruppe der indigenen San-Völker (früher „Buschleute“). Sie leben vor allem im nördlichen Kalahari-Becken Namibias, teilweise in Botswana und im Süden Angolas. Ihre Sprache gehört zur Kxʼa-Khoisansprachgruppe. Sie leben in Horden und versorgen sich als Jäger und Sammler. Die Frauen kümmern sich um Kinderbetreuung, Kochen und Nahrungsbeschaffung. Sie tragen bis zu 80 Prozent der gesammelten Nahrung bei, können geachtete Anführerinnen oder mächtige Heilerinnen sein und haben ein hohes Maß an Autonomie in ihrem Handeln. Die !Kung haben ein sehr tiefgehendes Wissen über ihre eigene Umwelt. Der durchschnittliche !Kung kann hunderte von Pflanzen und Tieren identifizieren. Die !Kung praktizieren auch eine intensive Form der spirituellen Heilung, deren Beherrschung jahrelange Übung und Ausbildung erfordert. In Botswana lebten 2011 etwa 6800 San.
Shostak und Nisa berichten von den Glaubensvorstellungen und religiösen Überzeugungen der !Kung-Kultur. Ihre dualistische Religion kennt einen wohlwollenden Schöpfergott (den „Großen Gott“) und einen „Kleinen Gott“, der Unglück bringt. Shostak erklärt auch das !Kung-Konzept des kua, eine Haltung der Ehrfurcht, der Furcht oder des Respekts, die die Menschen bei wichtigen Ereignissen in ihrem Leben einnehmen. Im Zentrum der traditionellen medizinischen Vorstellungen und Praktiken steht das n/um, eine spirituelle Kraft, die kanalisiert wird, wenn ein Heiler dem Kranken die Hände auflegt, ähnlich dem japanischen Reiki.

## Marjorie Shostak
Die Lebenserinnerungen von Nisa wurden von der amerikanische Ethnologin Marjorie Shostak  (1945–1996) aufgezeichnet. Gemeinsam mit ihrem Ehemann lebte sie 1969 und 1971 in Botswana bei einer Gruppe der !Kung-San und lernte deren Sprache. In ihrem Buch „Nisa: The Life and Words of a Kung Woman“, das 1981 erschien, beschrieb sie die Rolle der Frauen bei den !Kung. Shostak kehrte 1993 nach der Behandlung einer Brustkrebserkrankung in die Kalahari zurück, um die Lebensgeschichte Nisas weiterzuschreiben. Während dieses Aufenthaltes führte Nisa eine traditionelle Heilbehandlung bei ihr durch. Shostak starb 51-jährig vor dem Erscheinen ihres zweiten Buches „Return to Nisa“.

## „Nisa: The Life and Words of a !Kung Woman“
Die zugrundeliegenden Interviews für „Nisa: The Life and Words of a !Kung Woman“ wurden hauptsächlich während Marjorie Shostaks Feldforschung in den Jahren 1969 bis 1971 geführt. Shostak führte in dieser Zeit fünfzehn lange Interviews mit Nisa, die damals etwa fünfzig Jahre alt war. Vier Jahre später, also etwa 1975–1976, folgten weitere sechs Interviews als Nachbereitung.
In ihrem Buch wechselt sie zwischen der wissenschaftlichen Darstellung der Feldforscherin und der getreu und wortgenau, nicht bewerteten subjektiven Perspektive der Protagonistin.
Nisas Geschichte ist in der ersten Person aufgezeichnet. Marjorie Shostaks Einleitungen zu jedem Abschnitt verwenden sowohl die erste Person – um ihre eigenen Erfahrungen und Gedanken auszudrücken – als auch einen objektiven Standpunkt in der dritten Person, um Fakten über die !Kung und andere Themen darzustellen.
Nisa gilt als Ethnographie, die jedoch im Gegensatz zu vielen anderen klassischen Ethnographien weitgehend erzählerisch angelegt ist und nur einen minimalen Beitrag von Schostak enthält. Ebenso ungewöhnlich ist die Konzentration auf ein einzelnes Individuum, um Muster auf Gesellschaftsebene zu erklären.
Schostak nahm bei ihren Untersuchungen eine kulturrelativistische Haltung ein, d. h. sie enthielt sich jedes Urteils über die Kultur, die sie untersuchte, beispielsweise über die !Kung-Praxis, dass Männer Zweitfrauen haben.
Neben Nisa werden in dem Buch über 35 Personen aus ihrem Umfeld in ihrer sozialen Stellung und ihrer Lebensgeschichte dargestellt.

## Rezeption
Im Gefolge von Schosteks Arbeit drehte der US-amerikanische Ethnologe und Dokumentarfilmer John Marshall (Ethnologe) (1932–2005) seinem Dokumentarfilm "N!ai, the Story of a !Kung Woman".
Texte aus Nisas Berichten fanden Eingang in Margaret Busbys 1992 erschienene Anthologie Daughters of Africa.